# Senape (piante)

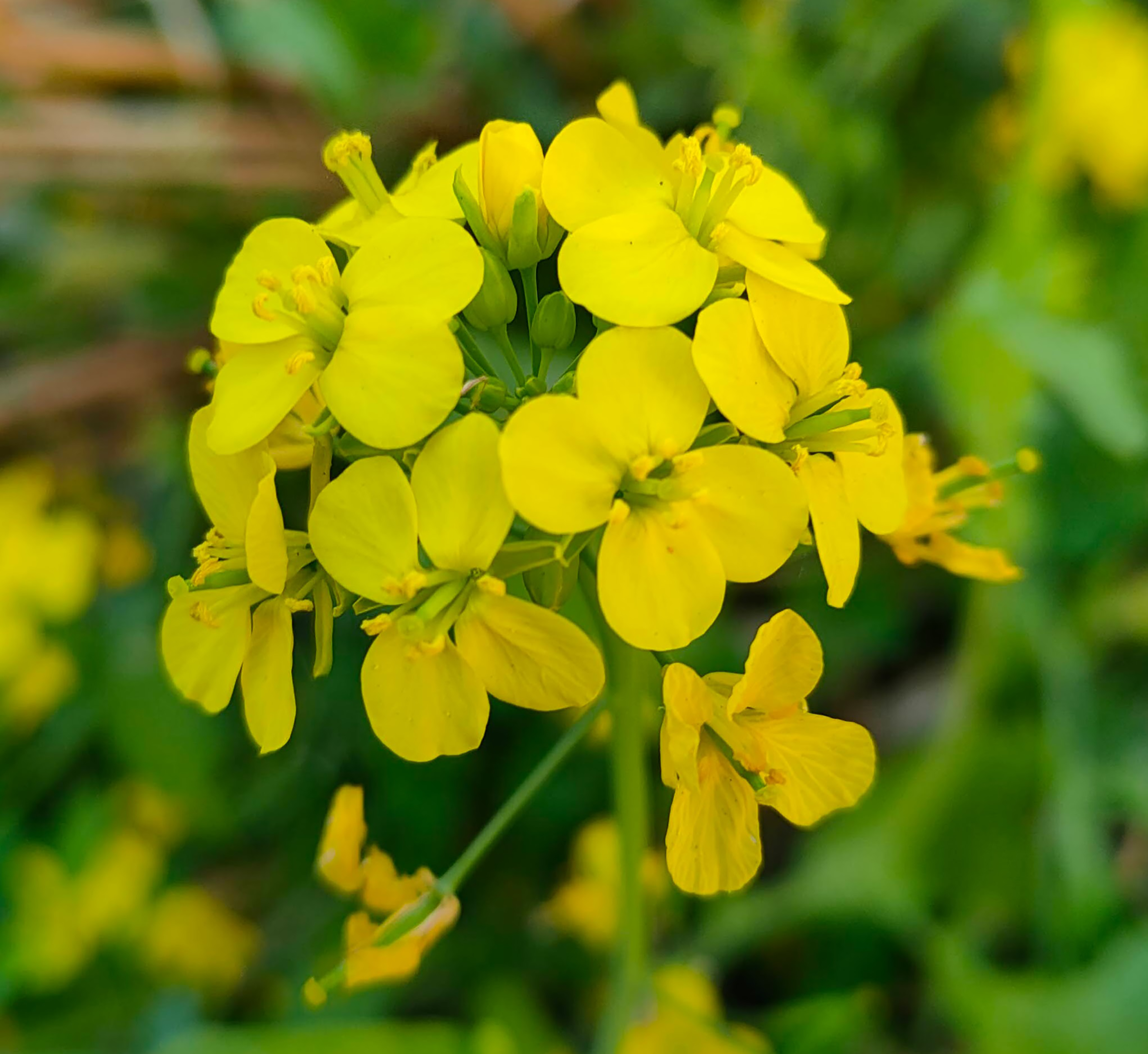
Fiori di senape

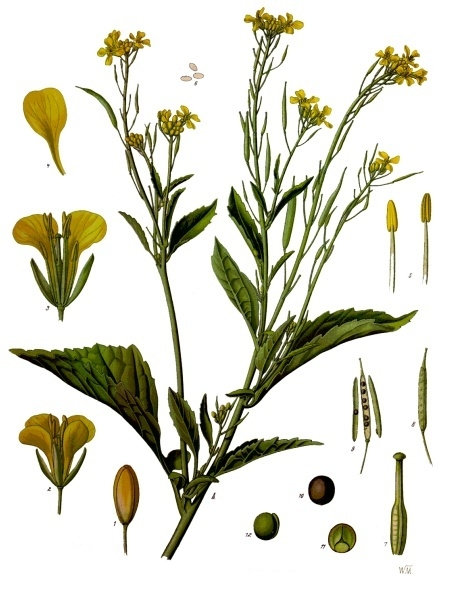
Senape bruna

Con il nome senape si indicano alcune specie di piante erbacee appartenenti alla famiglia delle Brassicacee (o Crocifere).

## Storia
Le prime documentazioni sull'uso della senape appaiono in testi sumeri e sanscriti databili intorno al 3000 a.C.; è inoltre certa la sua coltivazione da parte della civiltà dell'Indo nel periodo 2500-1700 a.C.
In Europa la senape è nota sin dai tempi dei Greci; i Romani inoltre ne conoscevano le proprietà antiossidanti e la usavano per conservare frutta, verdura, succhi di frutta e mosto di vino.

## Suddivisione
- Brassica nigra, detta senape nera, probabilmente la prima ad essere coltivata come spezia. Semi risalenti all'età del bronzo sono stati trovati in una palafitta sul lago di Bienne in Svizzera e in un'imbarcazione cinese della preistoria. Era diffusa nell'Antico Egitto e fu esportata in Europa e in Asia. Gli spagnoli la introdussero nelle Americhe. Le sue piante possono arrivare a 3 metri ed il sapore dei semi, piuttosto piccoli, è pungente. Viene utilizzata in ambito medico e farmaceutico[3].
- Sinapis alba, conosciuta come senape bianca o senape gialla. Originaria del Mediterraneo, si è diffusa nelle regioni a clima temperato. Il tegumento del seme è giallo e la mucillagine che si forma quando si inumidisce è biancastra, viene quindi chiamata senape bianca in Europa e senape gialla in Nordamerica. Le piante arrivano a 0,6 metri ed i suoi semi sono molto più grandi di quelli delle altre piante di senape. Viene impiegata in culinaria[3]
- Brassica juncea, la senape bruna, detta anche senape cinese. Frutto di un incrocio tra Brassica nigra e Brassica rapa, le sue piante sono alte tra 1 e 2 metri. I suoi semi pesano il doppio di quelli della senape nera ed il sapore è altrettanto pungente. È originaria del Nordafrica, dell'India e dell'Asia centrale[3]
- Sinapis arvensis, detta senape selvatica.

Benché Brassica nigra e Brassica juncea facciano parte del genere Brassica mentre Sinapis alba e Sinapis arvensis del genere Sinapis, tutte le senape appartengono alla famiglia delle Brassicaceae.

## Aspetto

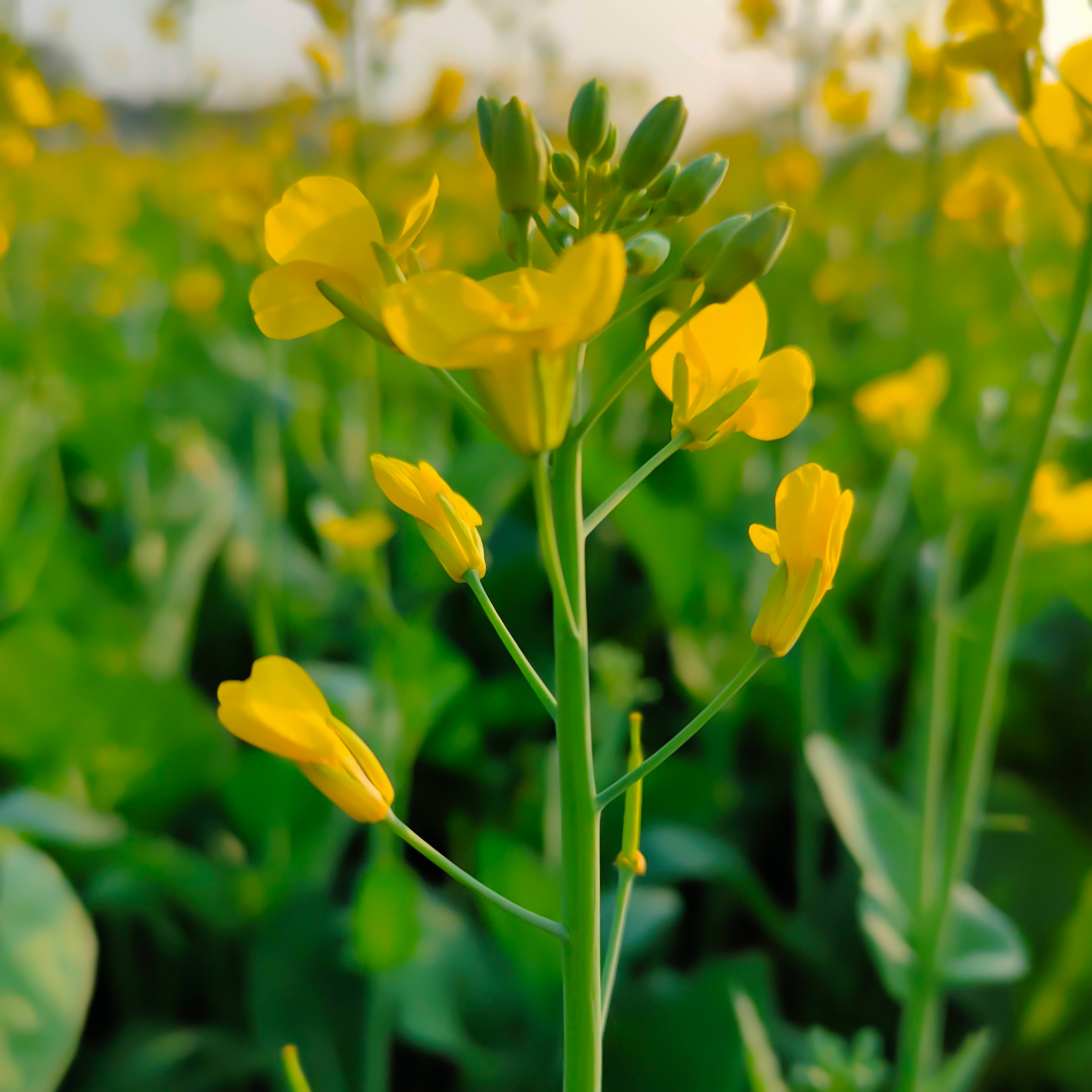
Fiori di senape

Le piante di senape raramente raggiungono un'altezza superiore ai 2 metri, hanno foglie inferiori larghe pennatifide, mentre le superiori sono piccole e allungate. L'inflorescenza è gialla a forma di pannocchia. Essa sviluppa il frutto, che contiene numerosissimi semi piccoli e arrotondati da cui si ricava la famosa salsa di condimento, dal sapore tipicamente aspro e piccante.

## Diffusione

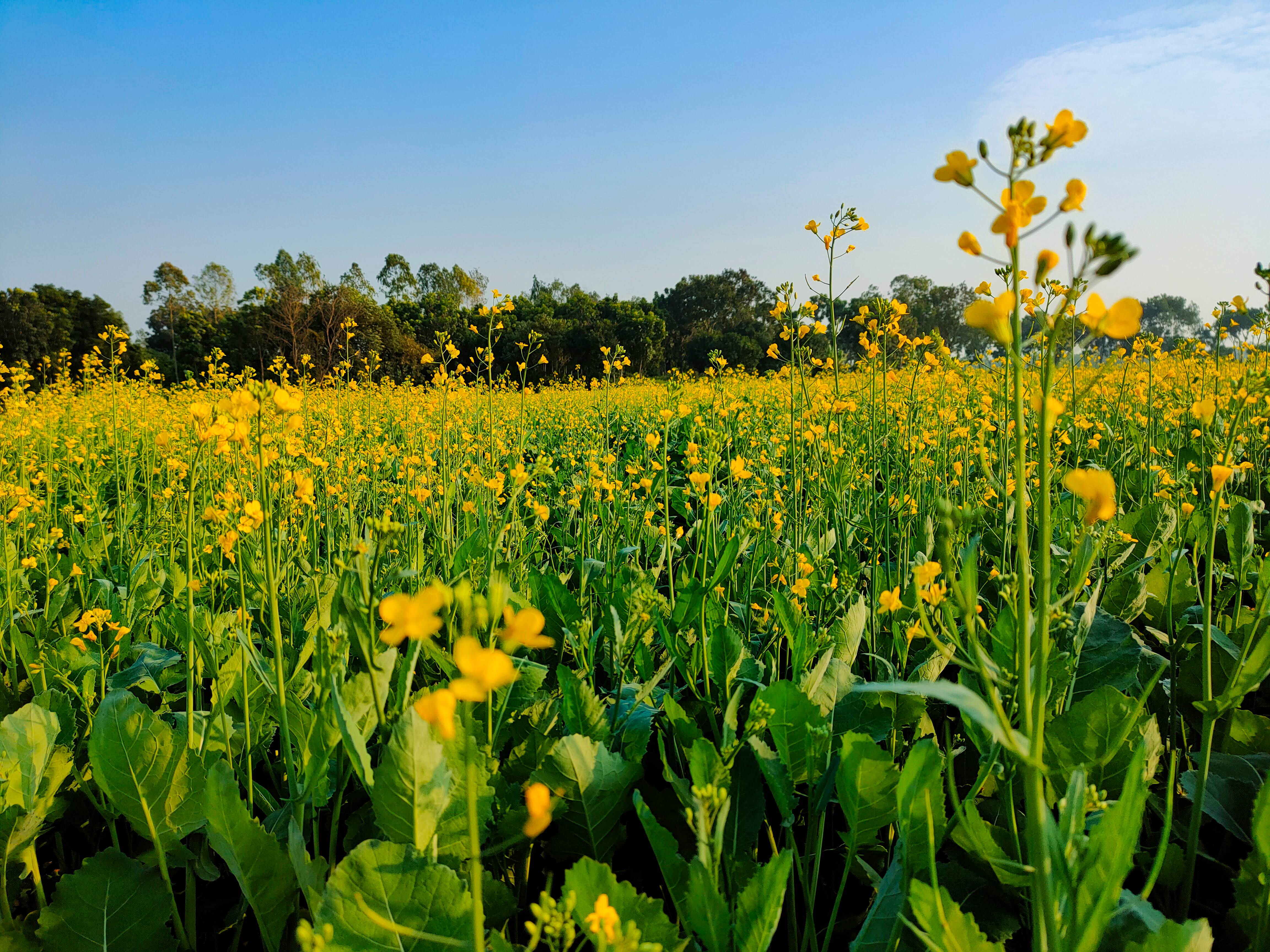
Fiori di senape

In Francia esiste una grande tradizione della senape, soprattutto in Borgogna (in modo particolare a Digione), dove si suppone sia stata inventata la salsa di senape, che in realtà è una mostarda di senape, la cui produzione come Moutarde de Bourgogne IGP prevede l'utilizzo di semi di Brassica juncea a "tegumento bruno" e a "tegumento giallo" e di Brassica nigra.

## Medicina
La senape, data la presenza di specifiche proteine (agglutinina; Oleosin; Ara h 3; Ara h 4; Ara H 6; Ara h 2; Ara h 1; Ara h 7; Ara h 8), può essere causa di allergia alimentare nei soggetti predisposti.
Nell'Europa orientale, i semi di senape nera vengono mischiati col miele e assunti per sedare la tosse.